# Rudolf Wegscheider
Rudolf Wegscheider (18 octobre 1859 - 8 janvier 1935) est un chimiste autrichien. Il est le fondateur de l'école autrichienne de chimie. Il est connu pour avoir introduit le principe de bilan détaillé en cinétique chimique.

## Biographie
Wegscheider enseigne à l'université de Vienne, puis dirige le département de chimie de 1902 à 1931 ainsi que l'association des chimistes autrichiens de 1904 à 1929. 

## Prix et distinctions
- Prix Lieben, 1905
- Médaille Wilhelm Exner, 1923
- Membre correspondant de l'académie des sciences de Göttingen, 1917
- Membre de l'académie bavaroise des sciences, 1918
- Membre de l'académie Léopoldine, 1932